# Jean-Jacques Weber
Pour les articles homonymes, voir Weber.
 Jean-Jacques Weber, né le 20 avril 1940 à Thann dans le Haut-Rhin, est un homme politique français.

## Biographie
Journaliste, président de la Société des rédacteurs du journal L'Alsace, il collabore au Figaro, au journal Paris-Jour et travaille pour Paris Match. 
Attaché parlementaire du sénateur Pierre Schielé, maire de Thann, il est élu conseiller général du canton de Habsheim en 1979 puis de celui d'Illzach en 1982 avant d'être maire de Sausheim de 1983 à 2000.
Président du conseil général du Haut-Rhin de 1988 à 1998, il devient vice-président de l'Association des présidents des conseils généraux de France (qui deviendra l'Assemblée des départements de France en 1999) au sein de laquelle il crée la commission « Europe ». Édouard Balladur puis Lionel Jospin le nomment au Comité des régions de l'Union européenne dont il sera vice-président de 1994 à 1998.
Élu député de la 6e circonscription du Haut-Rhin en juin 1988, il siège successivement à la commission de la Défense nationale, puis à celle des Affaires sociales et enfin à celle des Affaires étrangères. Il est réélu en mars 1993 puis en juin 1997, mais cette dernière élection est invalidée par le conseil constitutionnel pour pression sur les électeurs . Il est néanmoins réélu en décembre de cette même année, mais la justice lui reproche d'avoir fait financer par le conseil général du Haut-Rhin des voyages d'agrément pour des élus et leurs femmes, ainsi qu'un délit administratif lié au couvent des Dominicains à Guebwiller. Il est alors condamné à deux ans d'inéligibilité et déchu de tous ses mandats le 5 mai 2000.
Au premier tour des élections cantonales de mars 2011, il est élu conseiller général du canton de Saint-Amarin, dont il est par ailleurs originaire.
Il est également président de la Fédération des sociétés de musique d'Alsace et, de 2006 à 2010, directeur et gérant associé des Éditions de la Navigation du Rhin à Strasbourg.

## Mandats
- 1979 - 1982 : conseiller général du Haut-Rhin, canton d'Habsheim
- 1982 - 2000 : conseiller général du Haut-Rhin, canton d'Illzach
- 1983 - 2000 : maire de Sausheim
- 1988 - 2000 : député du Haut-Rhin
- 1988 - 1998 : président du conseil général du Haut-Rhin
- 2011 - 2015 : conseiller général du Haut-Rhin, canton de Saint-Amarin